# Orla Jørgensen
Anton Oving Orla Jørgensen (Gentofte, 25 maggio 1904 – Gentofte, 29 giugno 1947) è stato un ciclista su strada danese.
Ha vinto una medaglia d'oro olimpica nel ciclismo su strada alle Olimpiadi 1928 tenutesi ad Amsterdam, in particolare nella corsa a squadre.